# Whitfieldiellus nigricephalus
Whitfieldiellus nigricephalus är en stekelart som beskrevs av Barbalho och Penteado-dias 2000. Whitfieldiellus nigricephalus ingår i släktet Whitfieldiellus och familjen bracksteklar. Inga underarter finns listade i Catalogue of Life.